# Lars Gullin

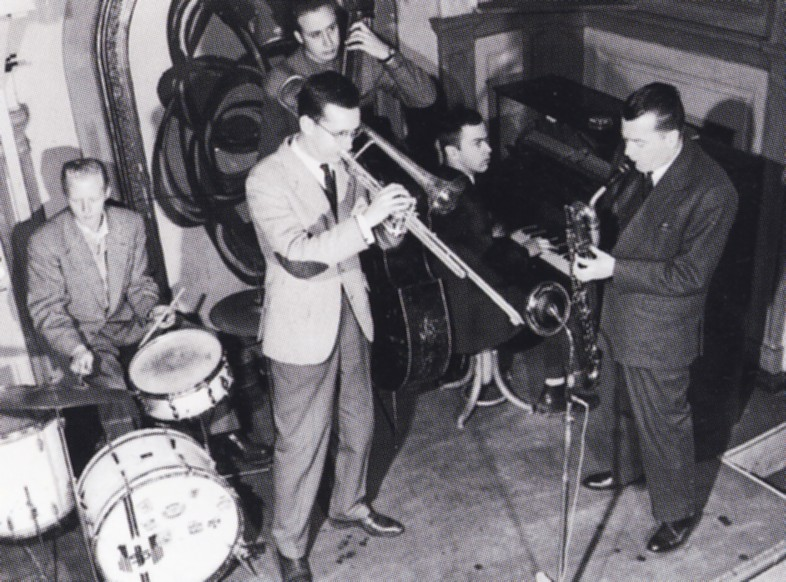
Lars Gullin och Stig Söderqvists kvintett spelar på Nalen 1956.

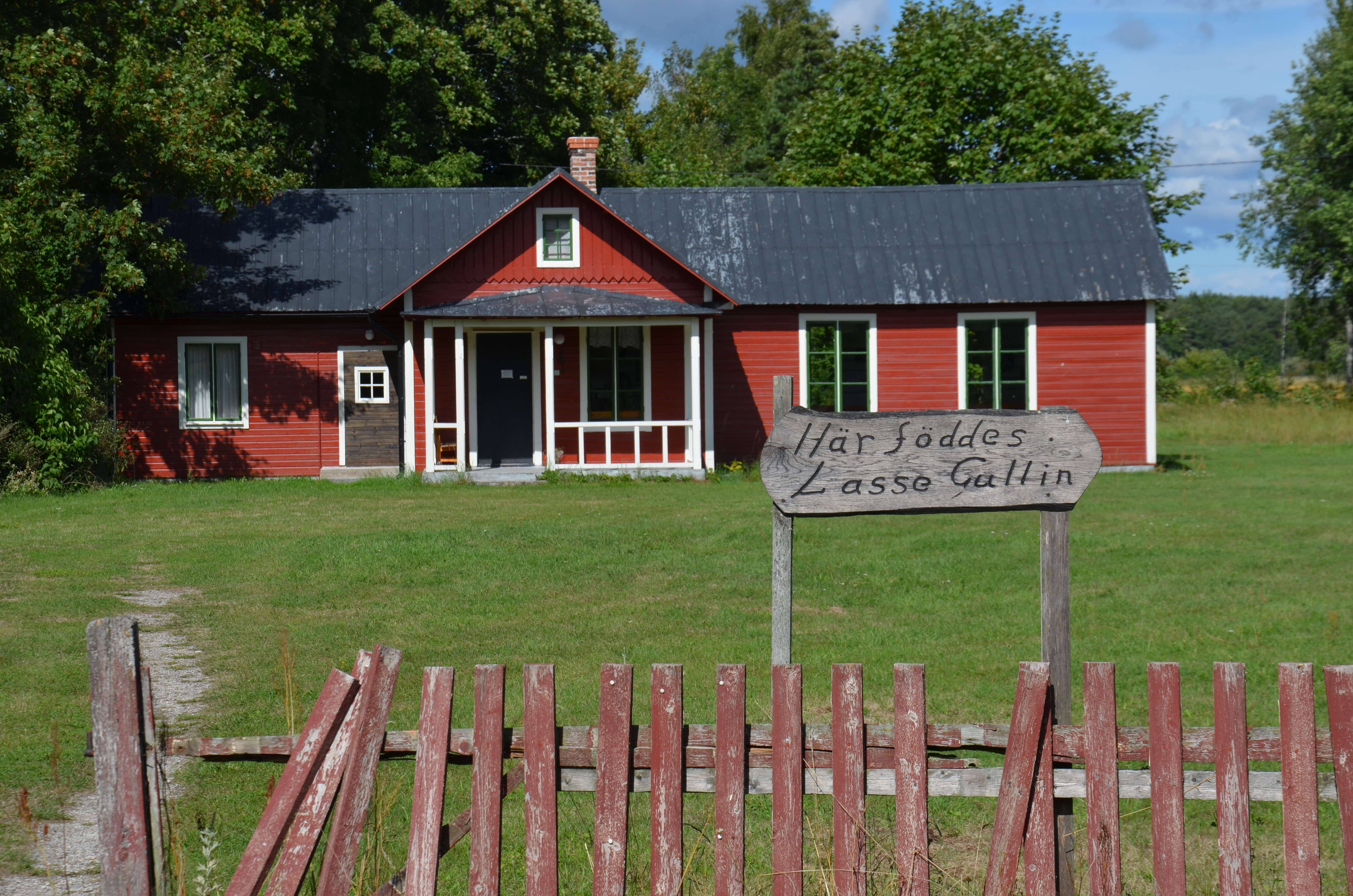
Lasse Gullin-museet i det tidigare stationshuset i Sanda.

Lars Gunnar Viktor Gullin, född 4 maj 1928 i Sanda församling på Gotland, död 17 maj 1976 i Vissefjärda församling, Kalmar län, var en svensk orkesterledare, kompositör och jazzmusiker (saxofon, piano).

## Biografi
Lars Gullin var son till banvaktsförmannen Wictor Gullin och Ninni Enström. Han började sin musikaliska bana med att ägna sig åt klarinett och saxofon, och han spelade bland annat i den militära musikkåren på Gotland redan vid 13 års ålder. Han blev musikelev vid I 18:s musikkår i Visby, där hans huvudinstrument var klarinett. Han fick även i den lokala orkesterföreningen kontakt med klassisk musik, innan han vid 21 års ålder övergick till barytonsaxen. Redan i tonåren lärde han sig att arrangera musik genom att transkribera låtar från grammofonskivor till noter för ett par mindre band, som han också framträdde med.
Gullin lämnade Gotland 1947 för att fortsätta musikutbildningen till konsertpianist på Kungliga Musikaliska akademien där han även studerade klarinett och komposition. Han skrev en sinfonietta och en pianokonsert förutom ett antal mindre stycken. För att försörja sig under studierna spelade han också i olika dansband, bland annat med Leon Landgren och Charles Redlands orkestrar, som uppträdde på Vinterpalatset. Han kom senare att engageras av Seymour och Arthur Österwalls orkestrar, där han till slut övergick till barytonsaxofon. Åren 1951–1953 spelade han sedan i ett längre engagemang på Nalen tillsammans med Arne Domnérus och Rolf Ericson men bildade därefter ett eget band, en kvintett med trumpetaren Weine Renliden, basisten Georg Riedel och trummisen Bosse Stoor.
Under åren komponerade han ett stort antal jazzstycken, som i en hel del fall är influerade av svensk klassisk musik och folkmusik. Gullin företog aldrig någon resa till USA, men 1954 vann han ändå jazztidskriften DownBeats omröstning som bäste nykomling 1954, vilket får betraktas som en anmärkningsvärd framgång för en europeisk musiker. Han arbetade senare i stor utsträckning ensam och medverkade i många olika lokala band och han gjorde regelbundet inspelningar tillsammans med gästande amerikanska artister. År 1959 tillbringade han i Italien och spelade med lokala band och en period med Chet Baker. Hans karriär stördes av drogmissbruk och det gick perioder utan större verksamhet; på senare år fick han metadonbehandling.
År 1976 hade den svenska filmen Sven Klangs kvintett premiär och den är en dramatisering som bygger på flera musikers tidigare karriär. Gullin brukar nämnas som förebild, men också Rolf Billberg och andra.
Gullin avled av en stroke vid 48 års ålder och är gravsatt i minneslunden på Skogskyrkogården i Stockholm.

### Familj
Lars Gullin var gift tre gånger och hade sex barn. Först blev han far till sonen Inge (1948-2022). Därefter var han gift 1949–1959 med Gärd Lind (1925–1994) och fick sonen Danny (född 1950), efter vilken Dannys Dream, har fått sitt namn. Andra gången var han gift 1962–1968 med Berit Wahlstedt (1935–1980), med vilken han fick barnen Peter (1959–2003), Gabriella (född 1961) och Sana (född 1964). Tredje gången var han gift från 1970 till sin död med Mailis Fredlund (född 1940), med vilken han fick dottern Poulina (född 1965).

### Museum
Ett museum tillägnat Gullin finns sedan 2011 i hans barndomshem, det tidigare stationshuset i Sanda.

## Priser och utmärkelser
- 1954 – Gyllene skivan för Danny's Dream
- 1964 – Gyllene skivan för Portrait of My Pals
- 1973 – Spelmannen
- 1999 – Django d'Or ("Legend of Jazz")
- Asteroiden 11532 Gullin[13]

## Diskografi i urval
- 1951 – Laura (Lars Gullin Octet)
- 1952 – All The Things You Are (Instrumental, Lasse Gullin Quartet)
- 1953 – Smooth Breeze (Lars Gullin and his Band)
- 1953 – The Boy Next Door (Lars Gullin Quartet)
- 1955 – North Express (Lars Gullin Quintet)
- 1956 – Baritone Sax
- 1957 – Lars Gullin – Åke Persson
- 1958 – The Artistry of Lars Gullin
- 1964 – Portrait of My Pals
- 1969 – Live!
- 1973 – Like Grass
- 1974 – Bluesport
- 1976 – Aeros Aromatic Atomica Suite (Radiojazzgruppen)
- 1979 – Lars Gullin på Gyllene Cirkeln (Livealbum inspelat 1964/65)
- 1980 – Lars Gullin with Strings (Featuring the Alto of Rolf Billberg)
- 1982 – The Great Lars Gullin Vol. 1 '55/'56 (med Chet Baker och Dick Twardzik)
- 1984 – Dedicated to Lee (Lars Gullin and his American All Stars)
- 2002 – Jazz i blåton

### Webbkällor
- Biografi från Orkesterjournalen
- "Om Lars Gullin" från Lars Gullin-sällskapet